# Levesville-la-Chenard
Levesville-la-Chenard település Franciaországban, Eure-et-Loir megyében. Lakosainak száma 235 fő (2022. január 1.).

## Népesség
A település népességének változása:
| Lakosok száma | 198  | 197  | 216  | 225  | 218  | 218  | 218  | 220  | 224  | 235  |
|               | 1968 | 1982 | 1990 | 2006 | 2013 | 2015 | 2017 | 2019 | 2020 | 2022 |